# Milan Rodić
Milan Rodić (in serbo Mилaн Poдић?; Dvar, 2 aprile 1991) è un calciatore serbo, difensore dello Zurigo.

## Caratteristiche tecniche
È un terzino sinistro.

## Carriera

### Club

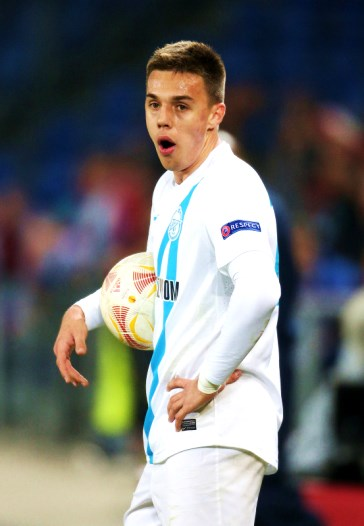
Rodić prima di battere una rimessa laterale.

Ha debuttato tra i professionisti nel 2009 con l'OFK Belgrado (squadra in cui è cresciuto calcisticamente), per poi trasferirsi il 2 febbraio 2013 allo Zenit San Pietroburgo in Russia. Tuttavia allo Zenit trova poco spazio venendo poi ceduto in prestito al Volga Nižnij Novgorod.
Dopo il prestito torna allo Zenit, dove gioca solo una partita per poi venire ceduto a titolo definitivo al Kryl'ja Sovetov Samara di Samara.

### Nazionale
Tra il 2011 e il 2013 ha giocato 8 partite con la nazionale serba Under-21.
Il 1º giugno 2018 viene convocato dalla nazionale maggiore per i Mondiali del 2018 in Russia, nonostante avesse ricevuto l'ultima (e unica) chiamata nel giugno 2016, senza per giunta esordire. L'esordio è arrivato poi 3 giorni dopo con il 4 giugno 2018 nell'amichevole persa per 1-0 contro il Cile sul campo neutro di Graz rimpiazzando Aleksandar Kolarov all'80º minuto. Durante la rassegna iridata non gioca nessuna delle 3 partite della selezione slava, che viene eliminata al primo turno.

## Statistiche

### Presenze e reti nei club
Statistiche aggiornate al 25 luglio 2025.
| Stagione              | Squadra                | Campionato            | Campionato | Campionato | Coppe nazionali | Coppe nazionali | Coppe nazionali | Coppe continentali | Coppe continentali | Coppe continentali | Altre coppe | Altre coppe | Altre coppe | Totale | Totale | Totale |
| Stagione              | Squadra                | Comp                  | Pres       | Reti       | Comp            | Pres            | Reti            | Comp               | Pres               | Reti               | Comp        | Pres        | Reti        | Pres   | Reti   |        |
| --------------------- | ---------------------- | --------------------- | ---------- | ---------- | --------------- | --------------- | --------------- | ------------------ | ------------------ | ------------------ | ----------- | ----------- | ----------- | ------ | ------ | ------ |
| 2008-2009             | OFK Belgrado           | SL                    | 1          | 0          | CS              | 0               | 0               | -                  | -                  | -                  | -           | -           | -           | 1      | 0      |        |
| 2009-2010             | OFK Belgrado           | SL                    | 12         | 0          | CS              | 0               | 0               | -                  | -                  | -                  | -           | -           | -           | 12     | 0      |        |
| 2010-2011             | OFK Belgrado           | SL                    | 20         | 2          | CS              | 1               | 0               | UEL                | 3                  | 0                  | -           | -           | -           | 24     | 2      |        |
| 2011-2012             | OFK Belgrado           | SL                    | 25         | 1          | CS              | 2               | 0               | -                  | -                  | -                  | -           | -           | -           | 27     | 1      |        |
| 2012-feb. 2013        | OFK Belgrado           | SL                    | 13         | 0          | CS              | 3               | 2               | -                  | -                  | -                  | -           | -           | -           | 16     | 2      |        |
| Totale OFK Belgrado   | Totale OFK Belgrado    | Totale OFK Belgrado   | 71         | 3          |                 | 6               | 2               |                    | 3                  | 0                  |             | -           | -           | 80     | 5      |        |
| feb.-giu. 2013        | Zenit San Pietroburgo  | PL                    | 4          | 0          | KR              | 0               | 0               | UEL                | 2                  | 0                  | SR          | -           | -           | 6      | 0      |        |
| 2013-2014             | Volga Nižnij Novgorod  | PL                    | 18         | 0          | KR              | 0               | 0               | -                  | -                  | -                  | -           | -           | -           | 18     | 0      |        |
| 2014-2015             | Zenit San Pietroburgo  | PL                    | 1          | 0          | KR              | 2               | 1               | UCL+UEL            | 0+1                | 0                  | -           | -           | -           | 4      | 1      |        |
| Totale Zenit          | Totale Zenit           | Totale Zenit          | 5          | 0          |                 | 2               | 1               |                    | 3                  | 0                  |             | -           | -           | 10     | 1      |        |
| 2015-2016             | Kryl'ja Sovetov Samara | PL                    | 16         | 1          | KR              | 1               | 1               | -                  | -                  | -                  | -           | -           | -           | 17     | 2      |        |
| 2016-2017             | Kryl'ja Sovetov Samara | PL                    | 15         | 1          | KR              | 1               | 0               | -                  | -                  | -                  | -           | -           | -           | 16     | 1      |        |
| lug. 2017             | Kryl'ja Sovetov Samara | 1D                    | 2          | 0          | KR              | 0               | 0               | -                  | -                  | -                  | -           | -           | -           | 2      | 0      |        |
| Totale Krylja Sovetov | Totale Krylja Sovetov  | Totale Krylja Sovetov | 33         | 2          |                 | 2               | 1               |                    | -                  | -                  |             | -           | -           | 35     | 3      |        |
| 2017-2018             | Stella Rossa           | SL                    | 29         | 3          | CS              | 1               | 0               | UEL                | 9                  | 0                  | -           | -           | -           | 39     | 3      |        |
| 2018-2019             | Stella Rossa           | SL                    | 18         | 1          | CS              | 3               | 0               | UCL                | 13                 | 0                  | -           | -           | -           | 34     | 1      |        |
| 2019-2020             | Stella Rossa           | SL                    | 18         | 0          | CS              | 2               | 0               | UCL                | 13                 | 0                  | -           | -           | -           | 33     | 0      |        |
| 2020-2021             | Stella Rossa           | SL                    | 28         | 1          | CS              | 3               | 0               | UCL+UEL            | 3+5                | 0                  | -           | -           | -           | 39     | 1      |        |
| 2021-2022             | Stella Rossa           | SL                    | 33         | 3          | CS              | 5               | 0               | UCL+UEL            | 4+9                | 0+1                | -           | -           | -           | 51     | 4      |        |
| 2022-2023             | Stella Rossa           | SL                    | 26         | 1          | CS              | 3               | 0               | UCL+UEL            | 3+6                | 0                  | -           | -           | -           | 38     | 1      |        |
| 2023-2024             | Stella Rossa           | SL                    | 26         | 3          | CS              | 2               | 0               | UCL                | 6                  | 0                  | -           | -           | -           | 34     | 3      |        |
| 2024-2025             | Stella Rossa           | SL                    | 18         | 2          | CS              | 0               | 0               | UCL                | 4                  | 0                  | -           | -           | -           | 12     | 2      |        |
| Totale Stella Rossa   | Totale Stella Rossa    | Totale Stella Rossa   | 196        | 14         |                 | 19              | 0               |                    | 75                 | 1                  |             | -           | -           | 290    | 15     |        |
| Totale carriera       | Totale carriera        | Totale carriera       | 313        | 19         |                 | 29              | 4               |                    | 81                 | 1                  |             | -           | -           | 423    | 24     |        |

### Cronologia presenze e reti in nazionale
| Cronologia completa delle presenze e delle reti in nazionale ― Serbia | Cronologia completa delle presenze e delle reti in nazionale ― Serbia | Cronologia completa delle presenze e delle reti in nazionale ― Serbia | Cronologia completa delle presenze e delle reti in nazionale ― Serbia | Cronologia completa delle presenze e delle reti in nazionale ― Serbia | Cronologia completa delle presenze e delle reti in nazionale ― Serbia | Cronologia completa delle presenze e delle reti in nazionale ― Serbia | Cronologia completa delle presenze e delle reti in nazionale ― Serbia |
| Data                                                                  | Città                                                                 | In casa                                                               | Risultato                                                             | Ospiti                                                                | Competizione                                                          | Reti                                                                  | Note                                                                  |
| --------------------------------------------------------------------- | --------------------------------------------------------------------- | --------------------------------------------------------------------- | --------------------------------------------------------------------- | --------------------------------------------------------------------- | --------------------------------------------------------------------- | --------------------------------------------------------------------- | --------------------------------------------------------------------- |
| 4-6-2018                                                              | Graz                                                                  | Serbia                                                                | 0 – 1                                                                 | Cile                                                                  | Amichevole                                                            | -                                                                     | 80’                                                                   |
| 7-9-2018                                                              | Vilnius                                                               | Lituania                                                              | 0 – 1                                                                 | Serbia                                                                | UEFA Nations League 2018-2019 - 1º turno                              | -                                                                     | 41’ 77’                                                               |
| 11-10-2018                                                            | Podgorica                                                             | Montenegro                                                            | 0 – 2                                                                 | Serbia                                                                | UEFA Nations League 2018-2019 - 1º turno                              | -                                                                     |                                                                       |
| 14-10-2018                                                            | Bucarest                                                              | Romania                                                               | 0 – 0                                                                 | Serbia                                                                | UEFA Nations League 2018-2019 - 1º turno                              | -                                                                     | 65’ 77’                                                               |
| 20-11-2018                                                            | Belgrado                                                              | Serbia                                                                | 4 – 1                                                                 | Lituania                                                              | UEFA Nations League 2018-2019 - 1º turno                              | -                                                                     |                                                                       |
| 10-10-2019                                                            | Kruševac                                                              | Serbia                                                                | 1 – 0                                                                 | Paraguay                                                              | Amichevole                                                            | -                                                                     | 66’                                                                   |
| 17-11-2019                                                            | Belgrado                                                              | Serbia                                                                | 2 – 2                                                                 | Ucraina                                                               | Qual. Euro 2020                                                       | -                                                                     |                                                                       |
| Totale                                                                |                                                                       | Presenze                                                              | 7                                                                     |                                                                       | Reti                                                                  | 0                                                                     |                                                                       |

## Palmarès

### Club

#### Competizioni nazionali
- Campionato russo: 1

Zenit: 2014-2015
- Campionato serbo: 8

Stella Rossa: 2017-2018, 2018-2019, 2019-2020, 2020-2021, 2021-2022, 2022-2023, 2023-2024, 2024-2025
- Coppa di Serbia: 4

Stella Rossa: 2020-2021, 2021-2022, 2022-2023, 2023-2024, 2024-2025